# ژاک لادگلری
ژاک لادگلری (فرانسوی: Jacques Ladègaillerie‎؛ زادهٔ ۱۰ ژانویهٔ ۱۹۴۰) شمشیرباز اهل فرانسه است.
وی در مسابقات کشوری و بین‌المللی در مجموع برندهٔ ۱ مدال نقره شده‌است.